# Heliura auranticaput
Heliura auranticaput là một loài bướm đêm thuộc phân họ Arctiinae, họ Erebidae.